# Sociedad de Ingenieros del Petróleo
La Sociedad de Ingenieros del Petróleo (SPE) es una organización profesional sin fines de lucro, cuya misión es recopilar, difundir e intercambiar conocimientos técnicos concernientes a la exploración, desarrollo y producción de recursos de petróleo y gas y sobre las tecnologías relacionadas para el beneficio público y proveer oportunidades para profesionales para mejorar sus técnicas y competencias profesionales.
SPE provee un foro mundial para la exploración de petróleo y gas natural y producción (E&P;), profesionales para el intercambio de conocimientos técnicos y un hogar para más de 144.000 ingenieros, científicos, administradores, y educadores. La biblioteca técnica de SPE contiene más de 50.000 documentos técnicos- producto de las conferencias y publicaciones periódicas de SPE, disponibles para toda la industria. SPE tiene oficinas en Dallas, Houston, Calgary, Londres, Dubái, Moscú y Kuala Lumpur.

## Historia
La historia de SPe se inició mucho antes de la actual fundación. Durante la década de 1901, después del descubrimiento del campo de Spindletop, el Instituto Americano de Ingenieros Extractores (AIME), vio una creciente necesidad para un foro de ingeniería en el auge del nuevo campo petrolífero. Como resultado, AIME formó un comité permanente en petróleo y gas en 1913.
En 1922, el comité fue ampliado favoreciendo a AIME, con 10 divisiones profesionales. La división de petróleo de AIME continuó activa durante las siguientes tres décadas. En 1950, la división de Petróleo se había apropiado de una de las tres ramas separadas de AIME, y en 1957 las ramas de petróleo de AIME se ampliaron otra vez para formar una sociedad profesional.
La primera reunión de consejo de SPE fue el 6 de octubre de 1957, cumpliendo en 2007 el 50 aniversario de SPE como sociedad profesional.

### Misión
Para recopilar, diseminar e intercambiar conocimientos técnicos concernientes a la exploración, desarrollo y producción de recursos de petróleo y gas, y relacionar tecnologías para beneficio público, y para proporcionar oportunidades para profesionales para mejorar sus técnicas y competencias profesionales.

### Cronología
- 1950: Durante los 50s, los petroleros miembros de AIME crecieron significativamente, llevando a reestructurar las decisiones que dieron forma a la futura Sociedad de Ingenieros Petroleros.
- 1957: Las ramas petroleras de AIME se convierten por completo en una sociedad profesional, la Sociedad de Ingenieros Petroleros de AIME. El 6 de octubre de 1957, el primer panel de directores fue celebrado en Dallas, Texas, con el presidente John H. Hammond presidiéndolo.
- 1958: La primera serie de SPE comienza con la publicación del Registro de Pozos.
- 1961: Es publicado el primer número del diario de la Sociedad de Ingenieros del Petróleo.
- 1979: Se realiza la primera exhibición y conferencia del medio Este de Petróleo y Gas.
- 1985: SPE es incorporada separadamente de AIME.
- 1990: La afiliación pasa de 50.000 a 51.586.
- 1991: Se estableció una oficina en Londres.
- 1992: Los foros se celebran en Asia Pacífico por primera vez.
- 1993: Jacques Bosio se convierte en el primer presidente no estadounidense de la SPE. Desarrolló Talleres de Tecnología Aplicada (ATWS).
- 1994: Los foros se llevan a cabo en el Oriente Medio por primera vez.
- 1995: La ofician de la SPE en Kuala Lumpur está abierta. Se abre la página Spe.org.
- 1998: DeAnn Craig se convierte en la primera mujer presidenta de la SPE.
- 2000: La estructura de cuotas es revisado para acomodar el maquillaje de todos los miembros de la SPE. Una nueva estructura de gobierno formado por los directores técnicos y disciplinas se implementa. Intereses Grupos Técnicos, o TIGs, se desarrollan para conectar miembros SPE interesados en temas técnicos comunes.
- 2003: Se abre una oficina de la SPE en Dubái.
- 2004: La sociedad ha adoptado una estructura de negocio centrado en el establecimiento de la Sociedad de Ingenieros de Petróleo Stichting, un beneficio sin fines de su sede en los Países Bajos, para simplificar lo que se había convertido en una organización muy compleja y proporcionar un apoyo más eficaz a los miembros de todas partes.
- 2006: El primer número de The Way Ahead, una revista para jóvenes profesionales, se publica. La membresía alcanza máximos históricos en 73.235 afiliados. El número de documentos descargados desde una biblioteca electrónica desde el 2001 asciende a casi 4 millones.
- 2007: OnePetro, una biblioteca multi-sociedad, se puso en marcha con el apoyo de la Fundación de la SPE.
- 2008: La afiliación del Plan estratégico adoptado aumentó a más de 88.000 miembros.
- 2009: SPE completa fusión con la Sociedad de Petróleo de Canadá, con la membresía combinada de 4500 miembros en Canadá.
- 2010: La membresía sobrepasa los 92.000 afiliados. Primera Conferencia y Exhibición Técnica Anual fuera de los EE. UU. (Florencia, Italia).
- 2013: PetroWiki se lanza con todo el contenido del Manual de Ingeniería de Petróleo en una wiki donde los usuarios pueden actualizar. SPE adopta un nuevo plan estratégico. Membresía sobrepasa los 110.000 usuarios
- 2014: Segundo ATCE celebrada fuera de América del Norte (en Ámsterdam).
- 2015: La afiliación logra 143.900 miembros.
- 2016: Primer ATCE en Oriente Medio prevista para Dubái.

## OnePetro
Lanzado en Marcha 2007, Onepetro.org es un multi-biblioteca de sociedad que deja usuarios para buscar y acceder una gama ancha de literatura técnica relacionada con la producción y exploración de gas y petróleo. OnePetro es un esfuerzo colaborativo con la participación de muchas organizaciones. La Sociedad de Petroleum Ingenieros (SPE) opera OnePetro en nombre de las organizaciones participantes. SPE proporciona los ordenadores y tecnología que OnePetro necesita para operar y proporciona soporte de servicio del cliente.
OnePetro actualmente contiene más de 105.000 documentos, con ampliaciones frecuentes. Se espera que el número de documentos crezca a medida que otras organizaciones elijan facilitar el acceso a sus contenidos a través de OnePetro. OnePetro es la primera la primera fuente de acceso en línea para los documentos de algunas organizaciones, permitiendo un acceso amplio a estos contenidos por primera vez.
Las organizaciones siguientes actualmente tienen sus documentos técnicos disponibles a través de OnePetro:
- Instituto Americano del Petróleo (API)
- Asociación Americana de Mecánica en Piedra (ARMA)
- Sociedad Americana de Ingenieros en Seguridad (ASSE)
- Grupo BHR
- Sociedad Internacional de Ingenieros Polares y Submarinos. (ISOPE)
- Conferencia Internacional de Tecnología Petrolera (IPTC)
- Sociedad Internacional para Mecánicos en Piedra (ISRM)
- Laboratorio Nacional de Energía y Tecnología (NETL)
- Conferencia Mediterránea de Submarinos (OMC)
- Conferencia de tecnología en Submarinos (OTC)
- Grupo de Interés en Simulacros de Ductos (PSIG)
- NACE Internacional (Ingenieros de corrosión)
- Sociedad de Petróleo de Canadá (PETSOC)
- Sociedad de Exploración Geofísica (SEG)
- Sociedad de Ingenieros del Petróleo (SPE)
- Sociedad de Ingenieros Evaluadores del Petróleo (SPEE)
- Sociedad de Petrofisicos y Buenos Analistas de Registros (SPWLA)
- Sociedad de Tecnología Submarina (SUT)
- Concejo Mundial del Petróleo (WPC)

## PetroWiki
PetroWiki fue creada del séptimo volumen del Manual de Ingeniería de Petroleos (PEH) publicado por la Sociedad de Ingenieros del Petróleo (SPE). PetroWiki preserva el Manual de Ingeniería de Petróleo (PEH), contenido en una forma sin alterar (nombres de las páginas que comienzan con PEH), al tiempo que permite a los miembros de SPE actualizar y ampliar contenido de la versión publicada. 
El contenido en PetroWiki es moderado por al menos dos expertos en la materia. Esto ayuda a asegurar que la información que se encuentra en PetroWiki es técnicamente exacta. Descargo de responsabilidad
A diferencia de otros wikis en línea, PetroWiki contiene copyright de SPE .  Para información acerca de los contenidos de uso en PetroWiki, lea Permisos.PetroWiki.org

## SPE Petroleum Engineering Certification
El programa de certificación de ingenieros de petróleos SPE fue instituido como una forma de certificar  la experiencia de profesionales de esta campo. Esta certificación es similar al registro de Ingenieros de petróleos  en los Estados Unidos.

## Reservas de Petróleo y Definiciones de Recursos
La Sociedad de Ingenieros de Petróleo ha desarrollado un sistema de evaluación de las reservas y recursos de petróleo y gas. El Sistema de Gestión de Recursos Petroleros (PRMS) es utilizado por las compañías de petróleo y gas en la determinación de sus reservas y sirve como la base principal para la presentación de informes normas establecidas por la Comisión de Valores de Estados Unidos.